# Vladlen Tatarski
Vladlen Tatarski (în rusă Владле́н Тата́рский; n. 25 aprilie 1982, Makiivka, RSS Ucraineană, URSS – d. 2 aprilie 2023, Sankt Petersburg, Rusia) a fost un blogger rus ucis într-un atac terorist care a avut loc la 2 aprilie 2023 într-o cafenea din orașul Sankt Petersburg.